# USS George Washington (CVN-73)
USS George Washington (CVN-73) là một siêu hàng không mẫu hạm của Hoa Kỳ chạy bằng năng lượng nguyên tử, đây là chiếc thứ sáu trong lớp tàu sân bay Nimitz và là chiếc thứ tư của Hải quân Hoa Kỳ được đặt theo tên của George Washington - vị tổng thống Hoa Kỳ đầu tiên. Tàu được đóng bởi Newport News Shipbuilding và đưa vào sử dụng vào ngày 4 tháng 7 năm 1992.

## Mô tả
USS George Washington (thường được gọi là GW) dài 1.092 ft (333 m), rộng 257 ft (78 m), cao 244 feet (74 m). Tàu có thể chứa khoảng 80 máy bay và có một sàn đáp rộng 4,5 mẫu Anh (18.000 m²), máy bay di chuyển giữa sàn đáp và khoang chứa máy bay bằng cách sử dụng bốn thang máy thể tích 3.880 ft ² (360 m²) mỗi chiếc. Với tải trọng chiến đấu, GW choán gần 97.000 tấn dài (99.000 tấn) và có thể chứa 6.250 thuyền viên.